# 이경자 (1939년)
이경자(李敬子, 1939년 9월 20일 ~ 현재)는 대한민국의 서울 출신 편집 제작자이다.

## 학력
- 무학여자고등학교

## 필모 그래피

### 편집
- 《아리랑》 (2003년)
- 《싸울아비》 (2002년)
- 《너에게 나를 보낸다 2》 (2001년)
- 《파라다이스 빌라》 (2001년)
- 《송어》 (1999년)
- 《만날 때까지》 (1999년)
- 《마요네즈》 (1999년)
- 《애》 (1999년)
- 《미끼》 (1998년)
- 《바리케이드》 (1997년)
- 《파트너》 (1997년)
- 《백수스토리》 (1997년)
- 《오디션》 (1997년)
- 《미아리 텍사스 2》 (1996년)
- 《유리》 (1996년)
- 《채널 식스 나인》 (1996년)
- 《피아노가 있는 겨울》 (1995년)
- 《도둑과 시인》 (1995년)
- 《위대한 헌터 GJ》 (1995년)
- 《영원한 제국》 (1995년)
- 《사랑하기 좋은 날》 (1995년)
- 《만무방》 (1994년)
- 《비는 사랑을 타고》 (1994년)
- 《애수의 하모니카》 (1994년)
- 《키스도 못하는 남자》 (1994년)
- 《칠삭동이의 설중매》 (1994년)
- 《연애는 프로, 결혼은 아마츄어》 (1994년)
- 《영웅들의 날개짓》 (1993년)
- 《뜨거운 비》 (1993년)
- 《산딸기 6》 (1993년)
- 《13월의 겨울》 (1993년)
- 《나는 너를 천사라고 부른다》 (1992년)
- 《뽕 3》 (1992년)
- 《아래층 여자와 윗층 남자》 (1992년)
- 《특명 미녀군단》 (1992년)
- 《우리들의 일그러진 영웅》 (1992년)
- 《째즈빠 히로시마》 (1992년)
- 《인생이 뭐 객관식 시험인가요》 (1992년)
- 《자전거를 타고 온 연인》 (1992년)
- 《언제나 막차를 타고 오는 사람》 (1991년)
- 《밥풀떼기 형사와 전봇대 형사》 (1991년)
- 《병팔이의 일기》 (1991년)
- 《애마부인 5》 (1991년)
- 《칙칙이의 내일은 참피온》 (1991년)
- 《탄드라 부인》 (1991년)
- 《10대의 반항》 (1991년)
- 《산딸기 5》 (1991년)
- 《전국구》 (1991년)
- 《미아리 텍사스》 (1991년)
- 《비 개인 오후를 좋아하세요?》 (1991년)
- 《인간시장 3》 (1991년)
- 《한희작의 러브러브》 (1991년)
- 《산딸기 4》 (1991년)
- 《밤으로의 긴 여로》 (1991년)
- 《있잖아요 비밀이에요 2》 (1991년)
- 《흑설》 (1991년)
- 《너에게로 또다시》 (1991년)
- 《용감한 사람들》 (1990년)
- 《이조 여인숙명사 청상계》 (1990년)
- 《있잖아요 비밀이에요》 (1990년)
- 《잿빛 사랑 노트》 (1990년)
- 《애마부인 4》 (1990년)
- 《로보트 태권보이 90》 (1990년)
- 《도시의 상처》 (1990년)
- 《홀로 서는 그날에》 (1990년)
- 《너는 나의 황홀한 지옥》 (1990년)
- 《청송으로 가는 길》 (1990년)
- 《마리화나》 (1990년)
- 《인신매매》 (1989년)
- 《쫄병 수첩》 (1989년)
- 《삼토스와 댕기똘이》 (1989년)
- 《우리들의 친구 파워 5》 (1989년)
- 《내 사랑 동키호테》 (1989년)
- 《슈퍼 홍길동 3》 (1989년)
- 《구로 아리랑》 (1989년)
- 《노란 집》 (1989년)
- 《내친구 제제》 (1989년)
- 《랏슈》 (1989년)
- 《울고 싶어라》 (1989년)
- 《누가 꽃밭에 불을 지르랴》 (1989년)
- 《칠색조》 (1989년)
- 《밥풀떼기 형사와 쌍라이트》 (1989년)
- 《발바리의 추억》 (1989년)
- 《바이오맨》 (1989년)
- 《화춘》 (1989년)
- 《캠퍼스 연애특강》 (1988년)
- 《위험한 향기》 (1988년)
- 《업》 (1988년)
- 《접시꽃 당신》 (1988년)
- 《지금은 양지》 (1988년)
- 《사랑의 낙서》 (1988년)
- 《가루지기》 (1988년)
- 《풀잎사랑》 (1988년)
- 《서울은 여자를 좋아해》 (1987년)
- 《너와 나의 비밀일기》 (1987년)
- 《여자는 바람 여자는 바람》 (1987년)
- 《고속도로》 (1987년)
- 《속 변강쇠》 (1987년)
- 《가슴으로 타는 밤》 (1987년)
- 《팔도주방장》 (1987년)
- 《옹기골 뽕녀》 (1987년)
- 《박철수의 헬로 임꺽정》 (1987년)
- 《영웅 돌아오다》 (1987년)
- 《산딸기 3》 (1987년)
- 《달래내 보슬이》 (1987년)
- 《공중에 뜬 나의맨발》 (1987년)
- 《화녀도청》 (1986년)
- 《뛰는 자 나는 자》 (1986년)
- 《돌아이 2》 (1986년)
- 《물레방아》 (1986년)
- 《작은 고추》 (1986년)
- 《젊은 밤 후회없다》 (1986년)
- 《내시》 (1986년)
- 《공포의 축제》 (1986년)
- 《엘리베이터 올라타기》 (1986년)
- 《차라리 불덩이가 되리》 (1986년)
- 《화려한 유혹》 (1985년)
- 《여자의 대지에 비를 내려라》 (1985년)
- 《돌아이》 (1985년)
- 《뼈와 살이 타는 밤》 (1985년)
- 《오싱》 (1985년)
- 《잊을 수 없는 순간》 (1985년)
- 《용호쌍권》 (1985년)
- 《설마가 사람 잡네》 (1985년)
- 《길고 길은 입맞춤》 (1985년)
- 《뽕》 (1985년)
- 《W의 비극》 (1985년)
- 《물목》 (1985년)
- 《장남》 (1985년)
- 《불의 회상》 (1985년)
- 《새댁 나팔을 불기 시작했다》 (1984년)
- 《상한 갈대》 (1984년)
- 《낮과 밤》 (1984년)
- 《뜸부기 새벽을 날다》 (1984년)
- 《반노 2》 (1984년)
- 《나도 몰래 어느새》 (1984년)
- 《산딸기 2》 (1984년)
- 《바람난 도시》 (1984년)
- 《여신의 늪》 (1984년)
- 《사랑하는 사람아 2》 (1984년)
- 《사랑의 찬가》 (1984년)
- 《형》 (1984년)
- 《훔친 사과가 살아 있다》 (1984년)
- 《만삭》 (1984년)
- 《여자가 두번 화장할 때》 (1984년)
- 《사랑 그리고 이별》 (1984년)
- 《이상한 관계》 (1983년)
- 《오마담의 외출》 (1983년)
- 《질투》 (1983년)
- 《장미부인》 (1983년)
- 《원한의 공동묘지》 (1983년)
- 《인간시장 - 작은 악마 스물두살의 자서전》 (1983년)
- 《여인잔혹사 물레야 물레야》 (1983년)
- 《황금연필과 개구장이 외계소년》 (1983년)
- 《바람 바람 바람》 (1983년)
- 《비련》 (1983년)
- 《사랑하는 사람아 2》 (1983년)
- 《여자가 더 좋아》 (1983년)
- 《불바람》 (1983년)
- 《속 영자의 전성시대》 (1982년)
- 《욕망의 늪》 (1982년)
- 《종로 부루스》 (1982년)
- 《소림사 왕서방》 (1982년)
- 《0점하의 자식들》 (1982년)
- 《암사슴》 (1982년)
- 《숲속의 바보》 (1982년)
- 《화순이》 (1982년)
- 《최인호의 야색》 (1982년)
- 《밤의 천국》 (1982년)
- 《춤추는 달팽이》 (1982년)
- 《무녀의 딸》 (1982년)
- 《산딸기》 (1982년)
- 《사후세계》 (1982년)
- 《나는 할렐루야 아줌마였다》 (1982년)
- 《불사조 로보트 피닉스 킹》 (1981년)
- 《미워도 다시 한번 '80 2》 (1981년)
- 《김두한형 시라소니형》 (1981년)
- 《여자는 괴로워》 (1981년)
- 《엄마 결혼식》 (1981년)
- 《청춘을 뜨겁게》 (1981년)
- 《가슴깊게 화끈하게》 (1981년)
- 《흡혈귀 아녀》 (1981년)
- 《고래섬 소동》 (1981년)
- 《해결사》 (1981년)
- 《F학점의 천재들》 (1981년)
- 《0번 아가씨》 (1981년)
- 《하늘나라 엄마별이》 (1981년)
- 《사랑하는 사람아》 (1981년)
- 《아빠 안녕》 (1981년)
- 《미워할 수 없는 너》 (1981년)
- 《귀화산장》 (1981년)
- 《사람의 아들》 (1981년)
- 《최후의 증인》 (1980년)
- 《사람의 아들》 (1980년)
- 《세번 웃는 여자》 (1980년)
- 《피막》 (1980년)
- 《오사까의 외로운 별》 (1980년)
- 《최인호의 병태만세》 (1980년)
- 《병태와 영자》 (1980년)
- 《뭔가 보여드리겠읍니다》 (1980년)
- 《이주일의 라빠동사장》 (1980년)
- 《멋대로 해라》 (1980년)
- 《난 모르겠네》 (1980년)
- 《쌍웅》 (1980년)
- 《화려한 경험》 (1980년)
- 《미워도 다시 한번 80》 (1980년)
- 《월녀의 한》 (1980년)
- 《남자 가정부》 (1980년)
- 《달려라 만석아》 (1980년)
- 《마음 약해서》 (1980년)
- 《순악질여사》 (1978년)
- 《우리는 밤차를 탔읍니다》 (1979년)
- 《정조》 (1979년)
- 《선배》 (1979년)
- 《시라소니》 (1979년)
- 《아니 벌써》 (1979년)
- 《나팔수》 (1979년)
- 《불행한 여자의 행복》 (1979년)
- 《장마》 (1979년)
- 《날아라 우주전함 거북선》 (1979년)
- 《제3한강교》 (1979년)
- 《사문의 승객》 (1979년)
- 《지옥의 49일》 (1979년)
- 《하늘나라에서 온 편지》 (1979년)
- 《축 총각졸업》 (1979년)
- 《O양의 아파트》 (1979년)
- 《말띠 며느리》 (1979년)
- 《로맨스 그레이》 (1979년)
- 《다함께 부르고 싶은 노래》 (1979년)
- 《물도리 둥》 (1979년)
- 《경찰관》 (1979년)
- 《여수》 (1979년)
- 《낙조》 (1978년)
- 《지붕 위의 남자》 (1978년)
- 《고교 고단자》 (1978년)
- 《독수리 날개를 펴라》 (1978년)
- 《길》 (1978년)
- 《영아의 고백》 (1978년)
- 《O양의 아파트》 (1978년)
- 《체험》 (1978년)
- 《어딘가에 엄마가》 (1978년)
- 《안개속의 여인》 (1978년)
- 《손오공과 별들의 전쟁》 (1978년)
- 《망명의 늪》 (1978년)
- 《배우수업》 (1978년)
- 《오빠가 있다》 (1978년)
- 《슬픔은 이제 그만》 (1978년)
- 《생사의 고백》 (1978년)
- 《호국 팔만대장경》 (1978년)
- 《꽃순이를 아시나요》 (1978년)
- 《무상》 (1978년)
- 《화려한 외출》 (1978년)
- 《쌍무지개 뜨는 언덕》 (1977년)
- 《난중일기》 (1977년)
- 《고교 깡돌이》 (1977년)
- 《둘 빼기 셋》 (1977년)
- 《괴짜 만세》 (1977년)
- 《야행》 (1977년)
- 《고교 유단자》 (1977년)
- 《아내에게 바치는 노래》 (1977년)
- 《특별수사반 박쥐》 (1977년)
- 《초분》 (1977년)
- 《천의 얼굴》 (1976년)
- 《구삼육 사건》 (1976년)
- 《파란 낙엽》 (1976년)
- 《고교 얄개》 (1976년)
- 《단 둘이서》 (1976년)
- 《맨주먹의 소녀들》 (1976년)
- 《네가 좋아》 (1976년)
- 《여자의 성》 (1976년)
- 《강력계》 (1976년)
- 《성춘향전》 (1976년)
- 《아라비아의 열풍》 (1976년)
- 《검은 띠의 후계자》 (1976년)
- 《원무》 (1976년)
- 《황금마담》 (1975년)
- 《사랑을 빌려 드립니다》 (1975년)
- 《비녀》 (1975년)
- 《청춘극장》 (1975년)
- 《불꽃》 (1975년)
- 《창수의 전성시대》 (1975년)
- 《그대 변치마오》 (1974년)
- 《환녀》 (1974년)
- 《청춘불시착》 (1974년)
- 《망나니》 (1974년)
- 《나상》 (1974년)
- 《후계자》 (1974년)
- 《토지》 (1974년)
- 《꽃상여》 (1974년)
- 《눈으로 묻고 얼굴로 대답하고 마음 속 가득히 사랑은 영원히》 (1974년)
- 《행운》 (1974년)
- 《서로 좋아해》 (1974년)
- 《올챙이 구애작전》 (1974년)
- 《깊은 사이》 (1974년)
- 《석양의 두 얼굴》 (1973년)
- 《홍의장군》 (1973년)
- 《별난장군과 팔도부하》 (1973년)
- 《넋》 (1973년)
- 《눈물의 웨딩드레스》 (1973년)
- 《원녀》 (1973년)
- 《수선화》 (1973년)
- 《웃고 사는 박서방》 (1972년)
- 《이밤이여 영원히》 (1972년)
- 《화분》 (1972년)
- 《댁의 아빠도 이렇읍니까》 (1971년)
- 《속 두 아들》 (1971년)
- 《내 아내여》 (1971년)
- 《처복》 (1971년)
- 《어느 사랑의 이야기》 (1971년)
- 《열아홉 순정》 (1971년)
- 《아마도 빗물이겠지》 (1971년)
- 《공포의 황금부두》 (1971년)
- 《날벼락》 (1971년)
- 《수호지》 (1970년)
- 《잃어버린 면사포》 (1970년)
- 《홍콩의 애꾸눈》 (1970년)
- 《두 여보》 (1970년)
- 《비내리는 명동거리》 (1970년)
- 《미워도 다시 한 번 3》 (1970년)
- 《내일없는 왼손잡이》 (1970년)
- 《필녀》 (1970년)
- 《약속은 없었지만》 (1970년)
- 《남대여》 (1970년)
- 《눈물의 박달재》 (1970년)
- 《소문난 구두쇠》 (1970년)
- 《아빠와 함께 춤을》 (1970년)
- 《쾌남아》 (1970년)
- 《무작정 상경》 (1970년)
- 《명동의 왕과 박》 (1970년)
- 《여자가 화장을 지울 때》 (1970년)
- 《창》 (1969년)
- 《남몰래 흘린 눈물》 (1969년)
- 《잊혀진 여인》 (1969년)
- 《남편》 (1969년)
- 《유혹》 (1969년)
- 《당신의 뜻이라면》 (1969년)
- 《아무리 미워도》 (1969년)
- 《정과 애》 (1969년)
- 《죽어도 좋아》 (1969년)
- 《새색시》 (1969년)
- 《안개속의 가버린 사랑》 (1969년)
- 《수학여행》 (1969년)
- 《흑진주》 (1969년)
- 《젊은 여인들》 (1969년)
- 《창》 (1969년)
- 《지옥에서 온 신사》 (1969년)
- 《세월이 흘러가면》 (1969년)
- 《여선장》 (1969년)
- 《식모의 유산》 (1969년)
- 《눈물을 감추고》 (1969년)
- 《애수의 언덕》 (1969년)
- 《저 눈밭에 사슴이》 (1969년)
- 《나도 인간이 되련다》 (1969년)
- 《비연맹녀》 (1969년)
- 《잘돼갑니다》 (1968년)
- 《탈출 17시》 (1968년)
- 《아리랑》 (1968년)
- 《저 언덕을 넘어서》 (1968년)
- 《카인의 후예》 (1968년)
- 《흑화》 (1968년)
- 《천하호걸 김선달》 (1968년)
- 《속 한》 (1968년)
- 《못다한 사랑》 (1968년)
- 《영원한 모정》 (1968년)
- 《괴도의 검》 (1968년)
- 《고독한 순간》 (1968년)
- 《복수》 (1968년)
- 《5인의 자객》 (1968년)
- 《흥부와 놀부》 (1967년)
- 《유혹하지 마라》 (1967년)
- 《공처가 삼대》 (1967년)
- 《삼등여관》 (1967년)
- 《콩쥐팥쥐》 (1967년)
- 《비정》 (1967년)
- 《기상천외》 (1967년)
- 《비정》 (1967년)
- 《무번지》 (1967년)
- 《악인가》 (1967년)
- 《철면황제》 (1967년)
- 《태양은 내것이다》 (1967년)
- 《한》 (1967년)
- 《남자는 절개 여자는 배짱》 (1966년)
- 《용꿈》 (1966년)
- 《비밀정보 808번지》 (1966년)
- 《그늘진 삼남매》 (1966년)
- 《육체의 대결》 (1966년)
- 《요절복통 007》 (1966년)
- 《세상은 요지경》 (1966년)
- 《불사조》 (1966년)
- 《청포도 사랑》 (1966년)
- 《특급 결혼작전》 (1966년)
- 《최후전선 백팔십리》 (1966년)
- 《나도 연애할 수 있다》 (1965년)
- 《출가외인》 (1965년)
- 《푸른 별하는 잠들게 하라》 (1965년)
- 《배반자 샹하이 박》 (1965년)
- 《사랑의 배달부》 (1965년)
- 《나루터 처녀》 (1965년)
- 《가슴을 펴라》 (1965년)
- 《홍콩의 왼손잡이》 (1965년)
- 《이수일과 심순애》 (1965년)
- 《순교자》 (1965년)
- 《보고싶은 얼굴》 (1964년)
- 《명동에 밤이 오면》 (1964년)
- 《평양감사》 (1964년)
- 《저자를 쏴라》 (1964년)
- 《몸부림 치는 젊은이들》 (1964년)
- 《아내는 고백한다》 (1964년)
- 《필사의 추적》 (1964년)
- 《기수를 남쪽으로 돌려라》 (1964년)
- 《낙인찍힌 사나이》 (1964년)
- 《쌍검무》 (1963년)
- 《아낌없이 주련다》 (1962년)
- 《촌 놈 오복이》 (1961년)
- 《구름은 흘러도》 (1959년)
- 《제이의 애정》 (1959년)

## 제작 노트
편집기사 <이경자>가 영화가 시작한 것은 <잃어버린 청춘>을 제작하였으며, 데뷔작으로 <제이의 애정>으로 편집을 활동하였다.

## 수상
- 1973년 제12회 대종상 영화제 - 편집상
- 1978년 제17회 대종상 영화제 - 편집상 (호국 팔만대장경)
- 1983년 제22회 대종상 영화제 - 편집상 (여인잔혹사 물레야 물레야)
- 1989년 제27회 대종상 영화제 - 편집상 (청송으로 가는 길)
- 1993년 제31회 대종상 영화제 - 편집상 (우리들의 일그러진 영웅)
- 1994년 제32회 대종상 영화제 - 편집상 (만무방)
- 1995년 제33회 대종상 영화제 - 편집상 (영원한 제국)
- 1999년 제22회 황금촬영상 시상식 - 분장상 (태양은 없다)
- 2006년 제43회 대종상 영화제 - 영화발전공로상